# فويتشخ زابلوكي
فويتشخ ميكوواج زابلوكي (6 ديسمبر 1930 - 5 ديسمبر 2020) كان مهندسًا معماريًا ومبارزًا بولنديًا ، متخصصًا في طريقة السيف.

## حياته الرياضية
شارك زابلوكي في أربع ألعاب أولمبية : 1952 هلسنكي ، 1956 ملبورن ، 1960 روما ، 1964 طوكيو وفاز بفضيتين (1956، 1960) وميدالية برونزية واحدة (1964) في فريق المبارزة بالسيف.
شارك في بطولة العالم للمبارزة FIE وفاز بأربع ميداليات ذهبية (الفريق: 1959، 1961، 1962، 1963)، فضية واحدة (الفريق: 1954) وأربع ميداليات برونزية (فردي: 1961، فريق: 1953، 1957، 1958).[بحاجة لمصدر]
فاز زابلوكي ببطولة المبارزة البولندية خمس مرات. كان عضوًا في فرق إم كيه إس كاتوفيتشي وبودولاني كراكوف وكراكوفسكي كلوب زيرميرزي (KKSz) وماريمونت وارسزاوا . [بحاجة لمصدر]

## مهنته الفنية
كان زابلوكي فنانًا محترفًا راسخًا. وكان أحد الأعضاء المؤسسين لفن الأولمبيين.

## اعماله المعمارية
كان زابلوكي مصممًا للعديد من المباني الرياضية بما في ذلك أكاديمية جوزيف بيوسودسكي للتربية البدنية في وارسو ومجمع رياضي في كونين . كما شارك في تصميم النصب التذكاري للمتمردين السيليزيين في كاتوفيتشي عام 1967 والقصر الرئاسي في دمشق.[بحاجة لمصدر]